# Taanach
Taanach (nu Ta'annek) var ett kanaanitiskt kungadöme, sedan befäst levitisk stad i norra Palestina vid Jezreelslättens sydvästra sida, handelsvägen mellan Egypten och Syrien. I ruinhögen efter staden företog österrikiska arkeologer från 1892 utgrävningar, dock med relativt obetydliga resultat. Befästningsmurarna var av obränt tegel på stensockel. Man återfann kommandantsarkivet, däribland hotfulla brev från den egyptiske befälhavaren i Megiddo. Man upptäckte att borgen två gånger förstörts och återuppbyggts. Den äldsta var kanaanitisk (omkring 1300 f. Kr.), den andra fornisraelitisk (omkring 950 f. Kr.), den yngsta senisraelitisk (omkring 500 f. Kr.).